# Maurizio Massimiani
Maurizio Massimiani (Scandriglia, 22 de septiembre de 1953) fue un piloto italiano que participó en el Campeonato del Mundo de Motociclismo entre 1977 y 1983. Su mejor año fue en 1979 en el que acabó segundo en la general del Mundial de 125cc.

## Resultados en el Campeonato del Mundo
Sistema de puntuación desde 1969 hasta 1987:
| Posición | 1.º | 2.º | 3.º | 4.º | 5.º | 6.º | 7.º | 8.º | 9.º | 10.º |
| Puntos   | 15  | 12  | 10  | 8   | 6   | 5   | 4   | 3   | 2   | 1    |

### Carreras por año
(Carreras en Negrita indica pole position, Carreras en cursiva indica vuelta rápida)
| Año  | Clase | Moto       | 1       | 2       | 3       | 4     | 5       | 6       | 7     | 8       | 9       | 10      | 11      | 12    | 13     | 14    | Pts. | Pos. |
| ---- | ----- | ---------- | ------- | ------- | ------- | ----- | ------- | ------- | ----- | ------- | ------- | ------- | ------- | ----- | ------ | ----- | ---- | ---- |
| 1977 | 125cc | Morbidelli | VEN Ret |         | GER -   | NAT 3 | ESP -   | FRA 9   | YUG 3 | NED -   | BEL 19  | SWE -   | FIN -   | CZE - | GBR 15 |       | 22   | 11.º |
| 1978 | 125cc | Morbidelli | VEN -   | ESP Ret | AUT Ret | FRA 4 | NAT 2   | NED 2   | BEL 3 | SWE Ret | FIN Ret | GBR -   | GER 4   | CZE - | YUG 5  |       | 56   | 6.º  |
| 1979 | 125cc | MBA        | VEN 3   | AUT Ret | GER -   | NAT 3 | ESP 6   | YUG Ret | NED 3 | BEL DNS | SWE Ret | FIN Ret | GBR 6   | CZE 3 | FRA 8  |       | 53   | 2.º  |
| 1979 | 250cc | MBA        | VEN 8   |         | GER -   | NAT - | ESP DNQ | YUG -   | NED - | BEL -   | SWE -   | FIN -   | GBR -   |       | FRA -  |       | 3    | 28.º |
| 1980 | 500cc | Yamaha     | NAC 11  | ESP -   | FRA 23  | YUG - | NED -   | BEL 13  | FIN - | GBR -   |         | ALE 13  |         |       |        |       | 0    | -    |
| 1980 | 125cc | Minarelli  | NAC -   | ESP -   | FRA -   | YUG - | NED -   | BEL -   | FIN - | GBR -   | CHE 2   | ALE 4   |         |       |        |       | 13   | 12.º |
| 1981 | 250cc | Ad Maiora  | ARG 13  |         | GER 14  | NAT 2 | FRA 8   | ESP 7   |       | NED 13  | BEL 8   | RSM Ret | GBR Ret | FIN - | SWE -  | CZE - | 22   | 12.º |
| 1982 | 500cc | Suzuki     | ARG -   | AUT -   | FRA -   | ESP - | NAT -   | NED -   | BEL - | YUG -   | GBR -   | SWE -   | RSM Ret | GER - |        |       | 0    | -    |
| 1983 | 500cc | Honda      | FRA 14  | NAT -   | GER -   | ESP - | AUT 15  | YUG Ret | NED - | BEL -   | GBR 23  | SWE -   | SMR Ret |       |        |       | 0    | -    |